# Vibeke Kruse
Vibeke Kruse (1609 – 26 aprile 1648) fu amante ufficiale del re Cristiano IV di Danimarca dal 1629 al 1648.

## Biografia

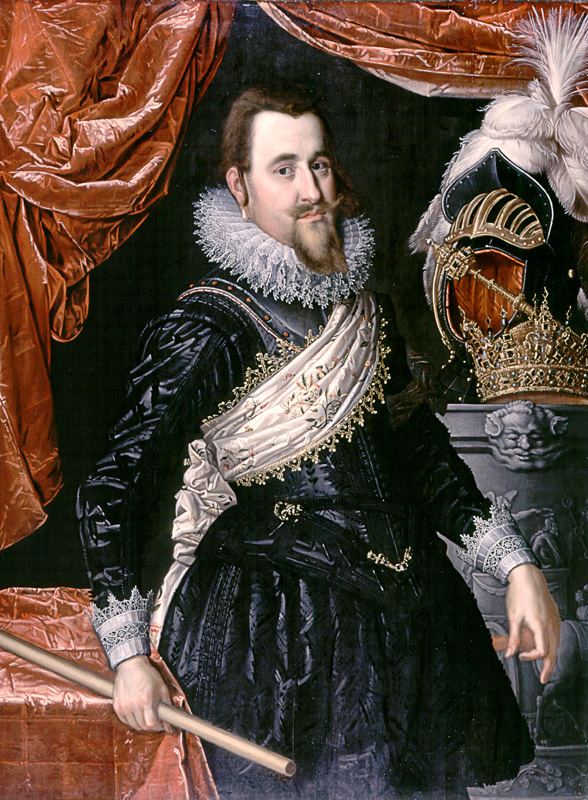
Cristiano IV di Danimarca

Originaria della Germania, arrivò a corte come inserviente della seconda moglie del re Kirsten Munk, sposata morganaticamente. Fu licenziata nel 1628 e poi assunta dalla madre di Kirsten, Ellen Marsvin. Quando un giorno la nobildonna invitò nella sua tenuta il genero, ebbe occasione di conoscere la giovane inserviente.
Cristiano e Kirsten divorziarono nel 1629 e, quello stesso anno, Vibeke divenne amante del re.
Nel 1631 Vibeke ottenne un sussidio economico e una tenuta a Bramstedt in Holstein.
Aveva molta influenza presso il re, infatti quando il principe Cristiano, gravemente indebitato, chiese dei prestiti al padre, gli venne risposto di porgere la domanda direttamente alla favorita.
Per tutta la durata della relazione, Vibeke mise il re contro Kirsten e i figli morganatici, i quali si vendicarono quando nel 1648 Cristiano IV morì: fecero causa alla ex amante, le tolsero le proprietà donatele dal re e la cacciarono dal palazzo reale.
Il processo a suo carico non si tenne mai in quanto Vibeke morì di morte naturale lo stesso anno in cui venne a mancare il re.
I funerali ebbero luogo senza alcuna cerimonia e il corpo sepolto senza nome. Nel 1652 venne infine portato da Kastrup, un sobborgo di Copenaghen, all'isola di Fionia.
Vibeke diede alla luce due figli illegittimi del re:
- Ulrik Christian Gyldenløve (Ibstrup, 7 aprile 1630-11 dicembre 1658), generale;
- Elisabeth Sophia Gyldenløve (1633-20 gennaio 1654) che sposò il generale maggiore Klaus Ahlefeld.